# Diamètre aérodynamique
Le diamètre aérodynamique est une grandeur équivalente (Longueur) utilisée pour décrire le comportement de particules solides ou liquides dans un fluide gazeux. Par exemple une dispersion de particules solide dans l'air (aérosol). Le diamètre aérodynamique (parfois appelé diamètre aéraulique) est défini comme le diamètre d'une sphère de densité unitaire ayant la même vitesse de décantation (ou sédimentation, ou encore vitesse terminale de chute) que la particule dans un fluide au repos.

## Vitesse terminale de chute
La vitesse terminale de chute (Terminal Settling Velocity), est déterminée en résolvant le bilan de forces s'exerçant sur une particule solide sédimentant dans un fluide. Le bilan de forces s'écrit :
{\displaystyle {\vec {F}}_{\mathrm {W} }+{\vec {F}}_{\mathrm {B} }+{\vec {F}}_{\mathrm {D} }={\vec {0}}}
Où  {\displaystyle {\vec {F}}_{\mathrm {W} }} est la force de pesanteur (weight), {\displaystyle {\vec {F}}_{\mathrm {B} }} est la force de flottaison (poussée d'Archimède, buoyancy), {\displaystyle {\vec {F}}_{\mathrm {D} }} est une force dissipative qui peut être divisée en deux effets distincts : frottement visqueux (friction) qui est prédominante dans le régime de Stokes, et trainée (drag) prédominante dans le régime de Newton. Les deux premières forces (pesanteur, flottabilité) sont radiales et donc conservatives. La force de friction/trainée dépend de la vitesse d'écoulement du fluide aux alentours de la sphère, elle est donc dissipative et s'oppose au mouvement.
Pour les aérosols environnementaux, la force de flottaison peut être négligée car la masse volumique du fluide est faible devant celle de la particule. Pour les particules des aérosols (diamètres allant de quelques nanomètre à quelques dizaines de micromètres), le nombre de Reynolds particulaire est généralement inférieur à l'unité et le régime d'écoulement est celui de Stokes. Le bilan se simplifie alors en :
{\displaystyle {\vec {F}}_{\mathrm {W} }+{\vec {F}}_{\mathrm {D} }={\vec {0}}}
Dont la projection donne :
{\displaystyle \rho _{\mathrm {p} }{\frac {\pi }{6}}d_{\mathrm {p} }^{3}g={\frac {3\pi \mu d_{\mathrm {p} }v_{\mathrm {p} }\chi _{\mathrm {f} }}{C_{\mathrm {C} }}}}
Où {\displaystyle d_{\mathrm {p} }} est le diamètre volumique équivalent (le diamètre d'une sphère ayant le même volume que la particule) de la particule, {\displaystyle \rho _{\mathrm {p} }} est la masse volumique de la particule, {\displaystyle \mu } est la viscosité dynamique du fluide, {\displaystyle v_{\mathrm {p} }} est la vitesse relative de la particule par rapport au fluide, {\displaystyle g} l'accélération due à la pesanteur.
Le terme {\displaystyle C_{\mathrm {C} }} est le facteur de Cunningham qui corrige le l’hypothèse faible du modèle de Stokes selon laquelle la vitesse du fluide est nulle à la surface de la particule (Slip Correction).
Le terme {\displaystyle \chi _{\mathrm {f} }} est le facteur de forme qui compense les écarts à la réalité dus au modification du bilan de forces lors de la sédimentation d'une particule non sphérique. Le facteur de forme est défini comme le rapport des forces de résistances de la particule {\displaystyle F_{\mathrm {D} }} par rapport à une sphère ayant la même vitesse et le même volume :
{\displaystyle \chi _{\mathrm {f} }={\frac {F_{\mathrm {D} }}{\frac {3\pi \mu v_{\mathrm {p} }d_{\mathrm {p} }}{C_{\mathrm {C} }}}}}
En isolant la vitesse dans l'équation précédente, nous obtenons la vitesse terminale de chute :
{\displaystyle v_{\mathrm {p} }={\frac {\rho _{\mathrm {p} }d_{\mathrm {p} }^{2}gC_{\mathrm {C} }}{18\mu \chi _{\mathrm {f} }}}}
Lorsque les effets dus à la forme et à la vitesse non nulle du fluide à la surface de la sphère ne sont pas pris en compte, nous retrouvons la vitesse de Stokes :
{\displaystyle v_{\mathrm {Stokes} }={\frac {\rho _{\mathrm {p} }d_{\mathrm {p} }^{2}g}{18\mu }}}

## Diamètre équivalent
En reprenant la définition du diamètre aérodynamique, nous pouvons écrire l'égalité suivante :
{\displaystyle v_{\mathrm {p} }={\frac {\rho _{\mathrm {p} }d_{\mathrm {p} }^{2}gC_{\mathrm {C} }(d_{\mathrm {p} })}{18\mu \chi _{\mathrm {f} }}}={\frac {\rho _{0}d_{\mathrm {a} }^{2}gC_{\mathrm {C} }(d_{\mathrm {a} })}{18\mu }}}
Où {\displaystyle \rho _{0}} est la masse volumique de l'eau choisie comme standard et {\displaystyle d_{\mathrm {a} }} le diamètre aérodynamique.
En faisant l'hypothèse que les facteurs de Cunningham sont égaux pour les deux diamètres, puis en isolant le diamètre équivalent, nous obtenons :
{\displaystyle d_{\mathrm {a} }=d_{\mathrm {p} }\left({\frac {\rho _{\mathrm {p} }}{\rho _{0}\chi _{\mathrm {f} }}}\right)^{\frac {1}{2}}}
Cette relation permet d'estimer le diamètre équivalent lorsque le facteur de forme est connu.